# شجاع‌دل
شجاع‌دل یا دلاور (به انگلیسی: Braveheart) فیلمی حماسی درام آمریکایی به کارگردانی و بازیگری مل گیبسون، محصول سال ۱۹۹۵ است. مل گیبسون در نقش ویلیام والاس ظاهر می‌شود؛ جنگجویی اسکاتلندی که رهبری اسکاتلندی‌ها را در اولین جنگ استقلال‌طلبی علیه ادوارد یکم بر عهده دارد. این فیلم نامزد ده جایزه اسکار در مراسم شصت و هشتمین جوایز اسکار شد، و توانست پنج جایزه، شامل اسکار بهترین فیلم، بهترین فیلمبرداری، بهترین کارگردانی، بهترین تدوین صدا، و بهترین چهره‌پردازی را از آن خود کند.

## داستان
ویلیام والاس در سال ۱۲۷۶ در روستای ایرشایر در اسکاتلند به دنیا آمد در آن روزها شاه الکساندر سوم بیش از ۲۰ سال بود که بر این سرزمین فرمانروایی می‌کرد. سبک و سیاق او در فرمانروایی به گونه‌ای بود که ثبات اقتصادی و صلح را برقرار و سلطه طلبی همیشگی انگلیسی‌ها را به راحتی دفع کرده بود. در سال ۱۲۸۶ الکساندر در حین سوارکاری از اسبش به زمین افتاد و جان سپرد و بزرگان اسکاتلند، نوه ۴ ساله او به نام «مارگارت» -که امروز از او با عنوان «بانوی نروژ» یاد می‌شود را به عنوان ملکه اسکاتلند اعلام کردند و مقرر شد تا رسیدن او به سن قانونی مشاوران پدربزرگ فقیدش اداره مملکت را به عهده گیرند. مارگارت در سال ۱۲۹۰ در حالی که ۸ ساله بود طی سفری از نروژ به سوی اسکاتلند بیمار شد و جان داد.
لردهای اسکاتلند برای جلوگیری از ایجاد بی نظمی و آشفتگی تصمیم به ایجاد حکومتی مستقل برای اسکاتلند گرفتند و بدین منظور از شاه ادوارد اول به واسطه حکومت موفقش دعوت کردند تا برای نیل به این هدف راهنمایی شان کند، اما وقتی برای استقبال او رفتند با ارتش عظیمی از انگلستان مواجه شدند و بدین ترتیب سلطه انگلیسی‌ها بر سرزمین اسکاتلند آغاز شد. ویلیام والاس در چنین شرایطی دوران کودکی خود را گذراند و با کینه انگلیسی‌ها بزرگ شد. مطابق افسانه‌های محلی ایر شایر والاس اولین بار بر سر ماهیگیری با سربازان انگلیسی درگیر شد که در نتیجه آن دو تن از نظامیان انگلیسی را به قتل رساند و مقامات انگلیسی بلافاصله دستور دستگیری او را صادر کردند. بسیاری این واقعه را ناشی از کینه عمیق والاس از انگلیسی‌هایی می‌دانستند که در سال ۱۲۹۱ پدر و برادر بزرگ‌تر او را کشته بودند. کشته شدن نامزد والاس به دست انگلیسی‌ها خشم والاس را برمی‌انگیزد. در ۱۱ سپتامبر ۱۲۹۷ والاس که به ارتش شورشی‌های «آندره دو مورای» پیوسته بود در نبرد «استرلینگ بریج» به پیروزی وسیعی دست یافت و سربازان «دوماری» که از داشتن فرمانده‌ای چون «والاس» سرمست بودند به راحتی بر ۳۰۰ سواره نظام و ۱۰ هزار پیاده‌نظام انگلیسی چیره شدند. یک سال بعد در ۲۵ ژوئن ،۱۲۹۸ نبردی دیگر به نام «فالکیرک» رخ داد و «والاس» با تکیه بر هوش سرشار خود از دام ارتش انگلستان به سلامت گریخت. در این زمان اختلاف وسیعی بین سران نیروهای انقلابی درگرفته بود و سپتامبر همان سال «والاس» تصمیم به استعفا و سپردن سکان به «رابرت بروس» گرفت.
او پس از استعفا به فعالیت‌های صلح طلبانه پرداخت و مدتی را نیز برای انجام یک مأموریت دیپلماتیک در فرانسه گذراند گواینکه بسیاری اعتقاد دارند دلیل اقامت او در فرانسه چیزی جز این بوده است. در ۵ اوت ۱۳۰۵ «سر ویلیام والاس» که دستگیری‌اش دیگر ناممکن می‌نمود به دست شوالیه‌ای به نام «ژان دو منته» دستگیر و به اردوگاه سربازان انگلیسی در منطقه‌ای نزدیک شهر گلاسکو منتقل شد. او که دولتمردان «پادشاه یاغی‌ها» می‌خواندنش طی محاکمه‌ای مجرم شناخته شد و به مرگ با چوبه دار محکوم شد که با مخالفت «والاس» مواجه شد و ترجیح داد با گیوتین اعدام شود. پس از آنکه سر او را از بدنش جدا کردند پیکر او را قطعه قطعه کردند، سر او بر بلندای پل لندن قرار گرفت، دستها و پاهایش به چهار گوشه بریتانیا فرستاده شد تا عبرتی باشد برای سایر انقلابیون. اما بعد از این اتفاق و در سال ۱۳۱۴ استقلال طلبان اسکاتلند گرسنه و کم‌تعداد در دشتهای بنواک بورن به حرکت درآمدند و به مانند شاعرانی جنگجو با سپاه قدرتمند انگلستان جنگیدند و آزادی خود را به‌دست آوردند.

## بازیگران
- مل گیبسون در نقش ویلیام والاس
  - جیمز رابینسون[۲] در نقش کودکی ویلیام والاس
- سوفی مارسو در نقش ایزابلای فرانسه
- انگوس مک‌فادین در نقش رابرت یکم
- پاتریک مک‌گوئن (پادشاه، ادوارد یکم معروف به ادوارد پادراز)
- کاترین مک‌کورمک در نقش مورون مک‌کلانف
  - مری کلوی[۳] در نقش کودکی مورون مک‌کلانف
- برندن گلیسون در نقش همیش کمبل
  - اندرو ویر[۴] در نقش کودکی همیش کمبل
- پیتر هانلی[۵] در نقش شاهزاده ادوارد
- جیمز کازمو در نقش کمبل
- دیوید اوهارا در نقش استیون ایرلندی
- ایان بانن در نقش پدر بروس
- شان مک گینلی[۶] در نقش مک‌کلنو
- برایان کاکس در نقش آرگایل والاس
- شان لالر[۷] در نقش مالکوم والاس
- سندی نلسون[۸] در نقش جان والاس
- استیون بیلینگتون[۹] در نقش فیلیپ
- جان کوَنا[۱۰] در نقش کریگ
- الون آرمسترانگ در نقش مورنِی
- جان مرتا[۱۱] در نقش لاکلن
- تامی فلاناگان در نقش موریسون
- دونال گیبسون در نقش استوارت
- جین مارین[۱۲] در نقش نیکولت
- مایکل بیرن در نقش اسمایس
- مالکوم تیرنی[۱۳] در نقش دادرس
- برنارد هورسفال در نقش بالیول
- پیتر مولان در نقش کهنه سرباز
- جرالد مک‌سورلی در نقش چلثم
- ریچارد لیف در نقش فرماندار یورک
- مارک لیز در نقش پیر اسکاتلندی فلج شده
- تام وایت[۱۴] در نقش مک‌گرگور
- جیمی چیشولم[۱۵] در نقش فادرون
- دیوید گانت[۱۶] در نقش قاضی سلطنتی

## فیلمبرداری
پروسه فیلمبرداری صحنه‌های جنگ به نسبت زمان بر بود و چندین صحنه مهم جنگ مجبور به فیلمبرداری مجدد شدند زیرا جنگجویان وسایل اضافی مانند عینک آفتابی و ساعت مچی به همراه داشتند.
همچنین نبرد پل استرلینگ شش هفته طول کشید تا فیلمبرداری شود.
از این رو تعدد فیلمبرداری مجدد و هدف اولیه فیلمبرداری صحنه‌های مشابه با واقعیت، آسیب‌های فیزیکی زیادی به کادر بازیگران وارد کرد؛ بعد از گذشت چند ماه فیلمبرداری صحنه‌های نبرد، بیشترین آسیب دیدگی مربوط به ستون فقرات و بینی‌های شکسته بود.
و گذشته از چند صحنه در ارتفاعات اسکاتلند، تقریباً تمام فیلم در ایرلند فیلمبرداری شد.

## ساخت
در ابتدا ساخت فیلم با مشکلاتی مواجه شد. مل گیبسون نقش ویلیام والاس را رد کرد، زیرا احساس می‌کرد برای بازی در این فیلم خیلی پیر است. با این حال، پارامونت پیکچرز تنها اگر گیبسون نقش اصلی را بازی می‌کرد، این فیلم را تهیه می‌کرد، پس در نهایت مل موافقت خود را برای بازی در فیلم اعلام کرد.

## فیلمنامه
اگرچه مل گیبسون در زمان فیلمبرداری نزدیک به ۴۰ سال داشت، اما شخصیت وی در فیلمنامه قرار بود بین ۲۰ تا ۳۰ سال باشد.

## انتشار
بسیاری از اسکاتلندی‌ها از نقشی که به رابرت بروس که یک قهرمان ملی محسوب می‌شود واگذار شده بود، ناراحت شدند.

## موسیقی فیلم
جیمز هورنر موسیقی فیلم شجاع دل را ساخته و ارکستر سمفونیک لندن آن را اجرا کرده است. این دومین همکاری جیمز هورنر با مل گیبسون به عنوان کارگردان است. موسیقی فیلم تحسین منقدان فیلم و مخاطبان را برانگیخت و نامزد جوایز اسکار، گلدن گلوب و جوایز فیلم بفتا شد.

## جایزه‌ها
- برنده جایزه اسکار بهترین فیلم
- برنده جایزه اسکار بهترین فیلمبرداری
- برنده جایزه اسکار بهترین کارگردانی
- برنده جایزه اسکار بهترین تدوین صدا
- برنده جایزه اسکار بهترین چهره پردازی و آرایش مو
- نامزد جایزه اسکار بهترین تدوین
- نامزد جایزه اسکار بهترین طراحی لباس
- نامزد جایزه اسکار بهترین فیلم‌نامه
- نامزد جایزه اسکار بهترین صدابرداری
- نامزد جایزه اسکار بهترین موسیقی فیلم

## صحت تاریخی

### نمایش ایزابل فرانسه
در فیلم، رابطه ای عاشقانه بین ایزابلای فرانسه و ویلیام والاس پس از نبرد فالکرک نشان داده شده است، ایزابلا سپس به ادوارد یکم می‌گوید که از ویلیام والاس باردار است. اما در واقعیت در زمان نبرد فالکرک ایزابلا تنها سه سال داشته و در فرانسه بوده است. همچنین، ایزابل زمانی با ادوارد دوم ازدواج کرده که او بر تخت پادشاهی نشسته بود و ادوارد سوم هفت سال پس از مرگ ویلیام والاس به دنیا آمد.همچنین داستان واقعی فیلم از سال ۱۲۸۰ تا ۱۳۱۴ اتفاق افتاده است.

## واقعیت تاریخی
"حق ارباب"، که در آن یک اشراف‌زاده یا خان حق دارد در شب ازدواج، با عروس یک مرد معمولی رابطه برقرار کند، هرگز در تاریخ انگلیس یا ایرلند مورد استفاده قرار نگرفته است.
همچنین در نبرد فالکرک (۲۲ ژوئیه ۱۲۹۸) ارتش انگلیس شخصاً توسط پادشاه ادوارد اول هدایت شد که در آن ارتش انگلیس اسکاتلندی‌ها را شکست داد. پادشاه واقعی ادوارد اول یک نظامی بود که ضمن جنگیدن با ممالیک - یک گروه نظامی مسلمان - در خاورمیانه در طول جنگهای صلیبی هشتم و نهم، در شرق میانه تاکتیک‌های رزمی زیادی را آموخت.
اما فرزند او یعنی شاهزاده ادوارد (بعدها پادشاه ادوارد دوم) در واقع اولین شاهزاده انگلیسی بود که عنوان شاهزاده ولز را به خود اختصاص داد. او پس از مرگ والاس و ادوارد اول تا سال ۱۳۰۸ با شاهزاده ایزابلا ازدواج نکرد.